# Serbia Open 2010
Il torneo Serbia Open 2010 (anche noto come Serbia Open offerto da Telekom Srbija per ragioni di sponsor) è stato un torneo di tennis che si è giocato su campi in terra rossa. Era la seconda edizione dell'evento, facente parte dell'ATP World Tour 250 series nell'ambito dell'ATP World Tour 2010. Si è svolto presso il complesso Milan Gale Muškatirović a Belgrado, in Serbia, dal 3 al 9 maggio 2010.

## Partecipanti

### Teste di serie
| Giocatore        | Nazionalità | Ranking* | Testa di serie |
| ---------------- | ----------- | -------- | -------------- |
| Novak Đoković    | Serbia      | 2        | 1              |
| John Isner       | Stati Uniti | 22       | 2              |
| Sam Querrey      | Stati Uniti | 23       | 3              |
| Stan Wawrinka    | Svizzera    | 26       | 4              |
| Ivo Karlović     | Croazia     | 30       | 5              |
| Viktor Troicki   | Serbia      | 37       | 6              |
| Janko Tipsarević | Serbia      | 38       | 7              |
| Andreas Seppi    | Italia      | 47       | 8              |

- Le teste di serie sono basate sul ranking al 26 aprile 2010.

### Altri partecipanti
I seguenti giocatori hanno ottenuto una wild card per il tabellone principale:
- Marko Đoković
- Dušan Lajović
- Filip Krajinović

I seguenti giocatori sono passati dalle qualificazioni:

- Flavio Cipolla
- Alessio Di Mauro
- Evgenij Donskoj
- Franco Skugor

## Campioni

### Singolare
Sam Querrey ha battuto in finale  John Isner con il punteggio di 3–6, 7–6(4), 6–4

### Doppio
Santiago González /  Travis Rettenmaier hanno battuto in finale  Tomasz Bednarek /  Mateusz Kowalczyk  7–6(6), 6–1